# Sân bay quốc tế Augusto Severo
Sân bay quốc tế Augusto Severo (IATA: NAT, ICAO: SBNT) là một sân bay quốc tế ở Parnamirim, Rio Grande do Norte, Brasil. Sân bay này phục vụ các chuyến bay quốc tế và nội địa của vùng đô thị Grande Natal.